# Super tuscan
Vengono definiti Supertuscan (o SuperTuscan o Super tuscan) i vini rossi prodotti in Toscana che non rispettano, di proposito, le tradizionali regole di preparazione della regione, ma utilizzano altri tipi d'uva, specialmente cabernet sauvignon, in aggiunta o al posto del tradizionale Sangiovese e pertanto non possono essere classificati come prodotti DOCG. Tali vini sono spesso fatti affinare in barriques (botti di rovere) per 12-14 mesi circa.

## Storia
Il termine Supertuscan fu usato inizialmente dal giornalista e Master of Wine inglese Nicholas Belfrage verso la metà degli anni Ottanta, e poi ripreso dalla stampa anglosassone. Di certo è stato molto successivo alla nascita di quella tipologia di vini, che ebbe come minimo tre radici distinte. La prima, quella che poi divenne più famosa, fu determinata dalla nascita del Sassicaia, che vide la luce ufficialmente con l’annata 1968 (che a detta di Tachis era un blend fra ’66, ’67, ’68 e ’69), ma che aveva avuto origini precedenti come “vino di famiglia” degli Incisa della Rocchetta senza uscire però sul mercato. Si trattava di un rosso di Bolgheri a base di cabernet sauvignon con saldi di cabernet franc, e non poteva avvalersi di alcuna denominazione perché all’epoca non prevista dai disciplinari. Poi nel 1994 venne realizzata la Doc Bolgheri e al suo interno il Bolgheri Sassicaia trovò la propria autorevole collocazione addirittura con una specifica dizione. La seconda origine derivò dai Sangiovese in purezza e vide come precursore il Vigorello del 1968, realizzato da Enzo Morganti, che era allora il direttore della cantina San Felice, di proprietà della RAS, e da Giulio Gambelli, leggendario winemaker di Poggibonsi e allievo di Tancredi Biondi Santi. La terza via fu invece quella del taglio fra sangiovese e cabernet sauvignon, realizzata con il Tignanello degli Antinori ma solo a partire dal 1975, perché la prima edizione, quella del ’70 era ancora con la dizione Chianti Classico Riserva del Podere Tignanello, e quella del ’71, ancora non prevedevano quel “blend” eretico, e si basavano su sangiovese con piccoli saldi di vitigni tradizionali locali. Nella versione del ’70 ancora con minime aggiunte di uve bianche, in quella del ’71 invece senza. In molti casi la figura di Giacomo Tachis fu determinante. Enologo di straordinaria capacità, allievo di Peynaud a Bordeaux, responsabile fino al 1993 della parte enologica della Marchesi Antinori, fu, insieme a Piero Antinori, l’ispiratore di quei vini.
Il tutto fuori da una tradizione conclamata, e tutto determinato da un’esigenza sperimentale ma anche economica. In un periodo nel quale il Brunello non era ancora esploso e il Chianti Classico viveva una crisi d’immagine e di vendita tale da consigliare a molti produttori di “smarcarsi” dalla denominazione. Per molti anni proprio i Supertuscan hanno posto in evidenza le potenzialità della vitienologia toscana di punta e hanno contribuito all’evoluzione dei disciplinari delle Doc, poi Docg, tradizionali. Oggi è, ad esempio, possibile produrre Chianti Classico con sangiovese in purezza, cosa non consentita fino al 1996. Un merito indiscusso di molti di quei vini e dei loro artefici che hanno scritto un capitolo fondamentale della vitienologia italiana degli ultimi decenni.